# Elite Models Management Copenhagen
Elite Models Management Copenhagen ApS blev etableret i 2009, da Elite Model Management Copenhagen blev solgt til Elite World. 
Historien begyndte i 1966, under navnet Copenhagen Models, som det første danske model-bureau nogensinde, af Trice Tomsen. 
Elite Models Management Copenhagen repræsenterer 120 danske kvindelige og mandlige modeller.